# Far de la Meda
El far de la Meda és un far situat a l'illa de la Meda Gran, a l'arxipèlag de les illes Medes. És l'únic far català ubicat en una illa, i administrativament és part del municipi de Torroella de Montgrí, al Baix Empordà, Catalunya. Fou construït l'any 1868.

## Història
El procés de construcció del far de les Illes Medes va ser força complicat. La construcció es va aprovar el 14 de gener de 1862 i es van adjudicar per 128.000 rals a Jacinto Mombriu. Aviat, però, les obres es van aturar per problemes amb l'autoritat militar de l'illa. A més, els temporals marítims no van ajudar, ja que van causar desperfectes i van endur-se el material descarregat.
En un principi l'aparell de la llanterna havia de ser de sisè ordre. No obstant això, aviat van començar a sortir dubtes respecte a l'alçada de la torre. El 19 d'octubre de 1863 les administracions corresponents van decidir que l'edifici havia de ser més alt i amb un equipament més potent, de tercer ordre. Aquests canvis van suposar un augment del pressupost, ja que es va haver d´encarregar un nou projecte, aprovat el 12 de gener de 1866. Es va haver d'enderrocar la torre per fer-ne una de nova i no va ser fins dos anys més tard que es va començar a col·locar l'aparell d'il·luminació. Lògicament, l'abastament de l'únic far català ubicat en una illa havia de fer-se per mar. Una llanxa amb motor d'un mariner de l'Estartit va complir amb aquesta funció durant 40 anys. Una feina que també va enganxar el seu fill, Francisco Pagès Arqués, qui va ingressar al cos de faroners després de fer de torrer auxiliar en alguna ocasió. Pagès va ser el faroner que va passar més anys vivint a l'edifici de la Meda Gran (1903-1918).
El far es va automatitzar el 14 de desembre de 1923, mitjançant un projecte d'enllumenat automàtic a base d'acumuladors suecs de gas acetilè. Així, l'automatització del far va comportar l'eliminació de la figura permanent del torrer a les Illes Medes. L'abandonament de les instal·lacions va acabar facilitant l'execució d´actes vandàlics i el fet que el faroner de Roses hagués de fer excursions regulars a les Illes Medes per fer el manteniment de les instal·lacions era més que un problema.

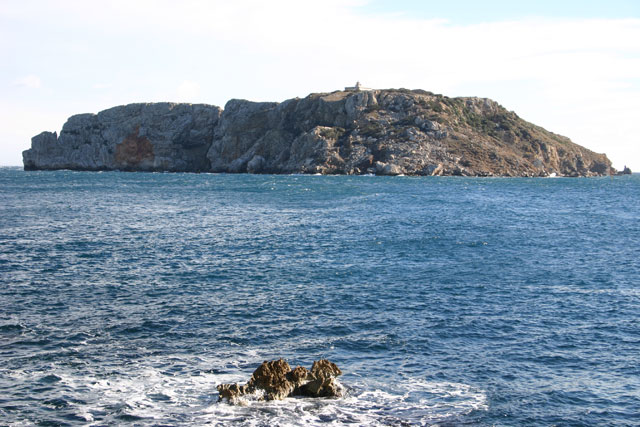
L'illa de la Meda Gran, amb el far al capdamunt.

El 29 de novembre de 1933 el faroner de Roses José Escobar i el patró de la barca Josep Blanch van veure com un fort temporal posava en perill les seves vides. A conseqüència d´aquest incident, es va establir una plaça de torrer amb residència a l'Estartit. Un d'aquests faroners destinats a la població del Baix Empordà va ser Vicente Artés, que estava al Cap de Creus i el 1936 va ser traslladat a les Medes, però amb l'obligació de viure a l'Estartit, ja que la Meda Gran estava ocupada per forces militars.
La presència de l'exèrcit a les Illes Medes també va afectar els obrers i torrers que fins a principis del segle XX van haver de compartir espais amb els militars presents a l'illa. La Meda Gran té unes 20 hectàrees (650 metres de longitud i 76 d´alçada) però el reduït espai de pas generava alguns conflictes entre obrers i militars pel pas d'uns pels camins dels altres.
Seguint amb l'evolució tecnològica, el far va viure una nova remodelació el 1982, quan es va refer la torre de l'antic far amb la instal·lació d'una nova òptica d´un metre i mig d'alçada i que funciona gràcies al subministrament enèrgic de plaques fotovoltaiques. A més, es disposa d'un canviador automàtic amb tres bombetes més de reserva que assegura la continuïtat del servei quan una es fon. Respecte les instal·lacions, l'edifici està configurat per dues cases bessones amb la torre al mig.